# Atherigona addita
Atherigona addita är en tvåvingeart som först beskrevs av Malloch 1923.  Atherigona addita ingår i släktet Atherigona och familjen husflugor.
Artens utbredningsområde är Madagaskar. Inga underarter finns listade i Catalogue of Life.